# Kalina praska
Kalina praska (Viburnum × pragense Vik ex Andrzejczak & Dolat.) – gatunek roślin z rodziny piżmaczkowatych (Adoxaceae), czasem wraz z całym rodzajem wyodrębniany do monotypowej rodziny kalinowatych (Viburnaceae). Jest mieszańcem wyhodowanym ok. 1955 r. przez ogrodnika Josefa Vika przez skrzyżowanie dwóch gatunków kalin: sztywnolistnej (Viburnum rhytidophyllum) i pożytecznej (Viburnum utile). Mieszaniec ten określany jest także jako odmiana 'Pragense' lub 'Josef Vik'.

## Morfologia

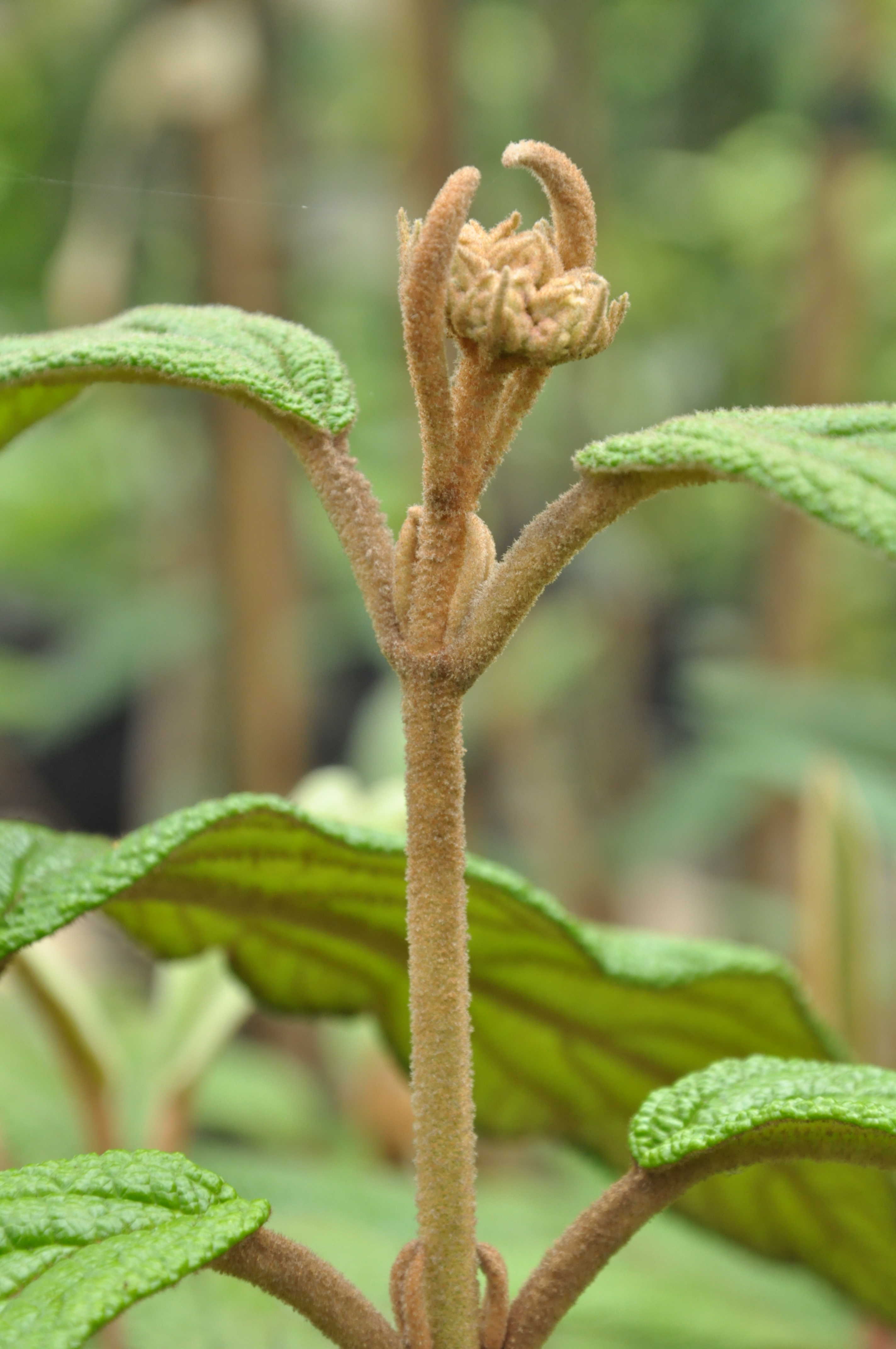
Viburnum x pragense

PokrójKrzew o wysokości ok. 2 m i szerokości 1,5 m i nieregularnym pokroju.
LiścieZimozielone, ciemnozielone, pojedyncze, eliptyczne, skórzaste, całobrzegie, błyszczące. Mają długość 5-10 cm, są pomarszczone, mają wyraźną nerwację, na spodniej stronie są filcowate.
KwiatyWonne, biało-różowe, drobne, zebrane w kuliste podbaldachy. Kwitną pod koniec maja.

## Uprawa
Zaleca się uprawę na glebie wapiennej, stanowisko słoneczne lub półcieniste. Nie jest w pełni mrozoodporna, zaleca się uprawiać ją tylko w cieplejszych rejonach Polski i w miejscu osłoniętym. Rozmnaża się przez półzdrewniałe sadzonki.